# 売春婦の権利のための国際委員会
売春婦の権利のための国際委員会（ばいしゅんふのけんりのためのこくさいいいんかい、International Committee for Prostitutes' Rights、ICPR）は、1970年代半ばに始まったセックスワーカーの権利運動から発足した。ICPRは、全ての売春は強制売春であるというフェミニストの主張に応えて、1985年に売春婦の権利のための世界憲章を採択した。憲章は、「個人の決定から生じる成人による売春の全ての面」の非犯罪化を求めている。憲章はまた、売春婦は「表現の自由、旅行、移民、仕事、結婚、母親になること、失業保険、医療保険、住宅の権利を含む全ての人権と自由権」を保証されるべきであると述べている。 